# Distrito judicial de Áncash
El distrito judicial de Áncash es una división administrativa del Poder Judicial del Perú. Tiene como sede la ciudad de Huaraz y su competencia se extiende a las provincias andinas que conforman el departamento de Áncash. Las provincias costeñas (Santa, Casma, Huarmey) además de las andinas Corongo y Pallasca pertenecen al distrito judicial del Santa. Adicionalmente, también tiene competencia sobre las provincias huanuqueñas de Marañón y Huacaybamba.

## Historia
La Corte Superior de Justicia de Áncash fue creada el 23 de enero de 1861 y se instaló el 14 de febrero de 1863 bajo la presidencia de Ramón Castilla. Su primer presidente fue el doctor Pedro Torres Calderón y los vocales fueron Buenaventura Cossío y José María Días.
En 1997, mediante Resolución Administrativa N° 376-CME-PJ, durante el gobierno de Alberto Fujimori, se retiraron de su competencia las provincias litorales del departamento de Áncash y se formó el distrito judicial del Santa,

## Conformación
Consta de dos Salas Mixtas.